# ブルックリン・ネッツ

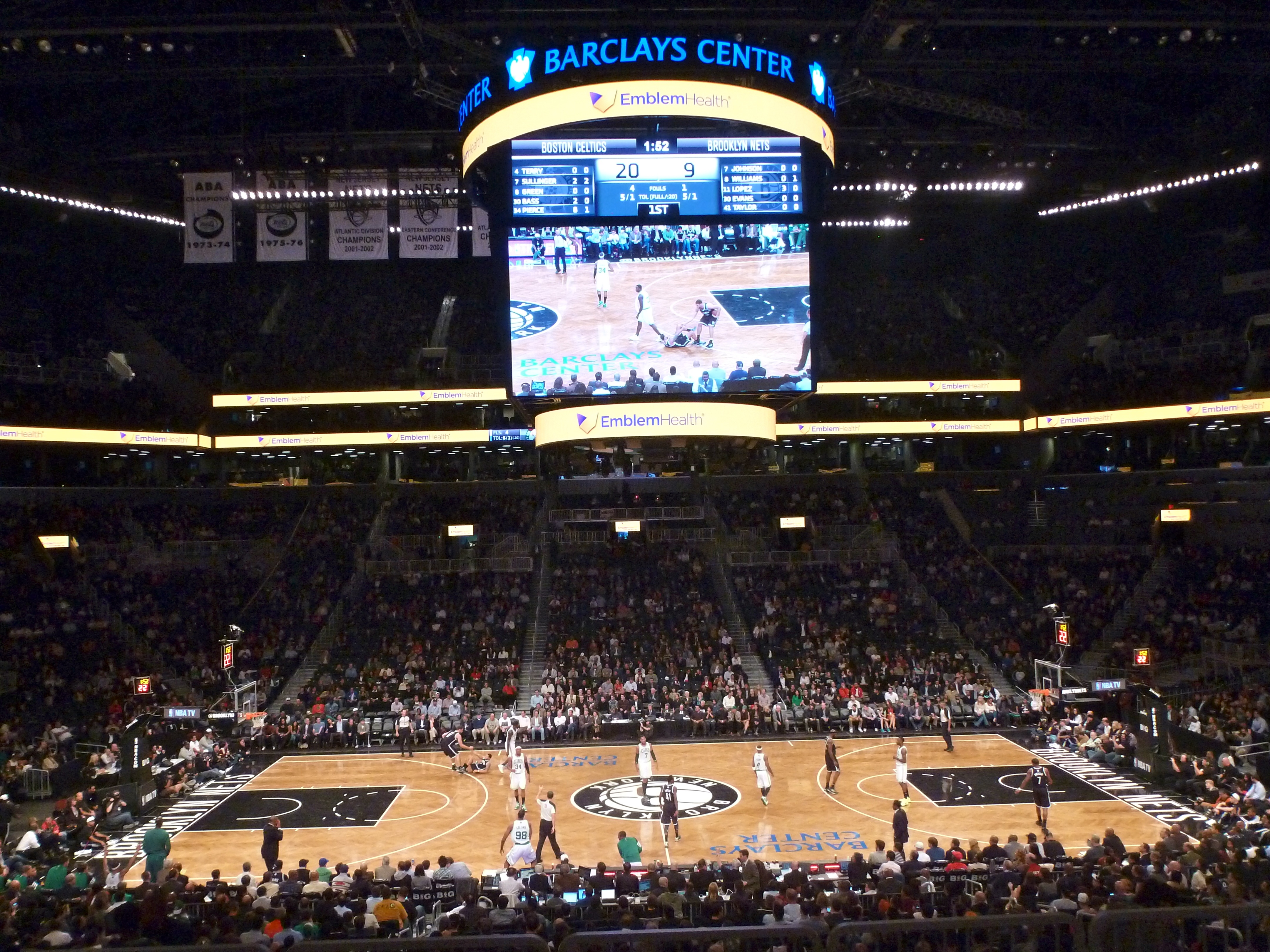
バークレーズセンター

ブルックリン・ネッツ（Brooklyn Nets）は、アメリカ合衆国ニューヨーク州ニューヨーク市ブルックリン区に本拠地を置く全米プロバスケットボール協会 (NBA) のチーム。イースタン・カンファレンス、アトランティック・ディビジョン所属。
メッツ、ジェッツと韻を踏んでいる「ネッツ」のチーム愛称は、初年度のみ「アメリカンズ」と異なる。ニュージャージー州4ヶ所、ニューヨーク州4ヶ所と7度移転しているが、ニュージャージー州時代は「ニュージャージー」、ニューヨーク州ロングアイランド（サフォーク郡・ナッソー郡）時代は「ニューヨーク」、ニューヨーク市時代は区名の「ブルックリン」を冠している。

## 歴史

### ニュージャージー・アメリカンズ
1967年のプロバスケットボールリーグABA発足時に、ニュージャージー州ティーネックを本拠地とするニュージャージー・アメリカンズとして創設された。

### ニューヨーク・ネッツ
1968年にニューヨーク州サフォーク郡コマックへ移転し、ニューヨーク・ネッツと改称した。「ネッツ」のチーム愛称は、バスケットのゴール（ネット）を意味するとともに、MLBのニューヨーク・メッツ、NFLのニューヨーク・ジェッツと韻を踏んでいるということで選ばれた。1969年にニューヨーク州ナッソー郡ウェスト・ヘンプステッドへ移転、1971年にニューヨーク州ナッソー郡ユニオンデールへ移転した。
創設から数年間はディビジョンで下位から中位ほどの順位だった。1972年にはリック・バリーを擁してABAファイナルへ進出するも、インディアナ・ペイサーズの前に敗退した。その年のオフにバリーはチームを去るが、翌1973年に「ドクターJ」の愛称で知られるスター選手のジュリアス・アービングをトレードで獲得。アービングは1年目からMVPに輝く活躍をみせ、ファイナルではユタ・スターズを破り、ネッツは初めてのタイトルを獲得した。1976年にもアービングはMVPを受賞、ファイナルではデンバー・ナゲッツを倒し二度目の優勝を飾った。

### ニュージャージー・ネッツ
かねてから興業が奮わなかったABAは1975-76シーズンを最後に解散し、ネッツはナゲッツ、ペイサーズ、スパーズと共にNBAに加わった。1977年にニュージャージー州ピスカタウェイへ移転し、ニュージャージー・ネッツと改称した。1981年にニュージャージー州イーストラザフォードへ移転し、5度目の移転となるイーストラザフォードで29シーズンを過ごすこととなった。
NBAへの参加に際し、ネッツは300万ドルの加盟料を支払う義務を負い、市場が重なるニューヨーク・ニックスにも補償金として480万ドルを支払わなければならなかった。そのためネッツは、ジュリアス・アービングをフィラデルフィア・セブンティシクサーズに金銭トレードで放出するという苦渋の選択をする。300万ドルと引き換えにチームの大黒柱を失ったネッツは、その後長らく低迷することになった。
ネッツのシーズン成績は数年にわたり勝率5割に届かず、たまにプレイオフに進出できたシーズンもそこで勝ち星を上げられなかった。ダリル・ドーキンス、バック・ウィリアムスらに率いられた1984年にはNBA加入後初のプレイオフに進出して、前年のチャンピオンのフィラデルフィア・セブンティシクサーズに1回戦で勝利しカンファレンス・セミファイナルまで進んだがミルウォーキー・バックスに2勝4敗で敗れた。84-85シーズンは42勝40敗だったがプレイオフ1回戦でデトロイト・ピストンズの前に3連敗で終わった。続く7年間はプレイオフに進出できず、8年間は勝ち越せなかった。
1990年代初頭、ネッツはドラフトでデリック・コールマン、ケニー・アンダーソン、ポートランド・トレイルブレイザーズからのトレードでドレイゼン・ペトロビッチを獲得し、名将チャック・デイリーに率いられて約10年ぶりに43勝39敗と勝率5割に到達した。しかし、プレイオフでは1回戦を5試合まで戦い、復調を予感させてシーズンを終えた矢先の1993年6月、ペトロビッチが交通事故で死去するという不幸が起きた。
翌シーズンには45勝37敗と前シーズンより勝ちを増やしたもののプレイオフでは1回戦で敗退、デイリーは監督職を退いた。翌1994-95シーズンは30勝52敗と負け越しプレイオフを逃すと、アンダーソンとコールマンはチームを去り、ネッツは再編の時代に入った。1996年にドラフトでケリー・キトルズ、シーズン中にトレードでサム・キャセール、翌シーズンのドラフトでキース・ヴァン・ホーンを獲得した。ネッツは1996-97シーズンの開幕戦で日本を訪れ、オーランド・マジックと2試合を行った。96年より大学界の名将ジョン・カリパリを監督に迎え、このシーズンは大きく負け越したものの翌シーズンは43勝39敗と勝ち越し。しかし続く1998-99シーズンの序盤で黒星を重ねたカリパリは解任された。シーズン途中でキャセールとのトレードでステフォン・マーブリーを獲得したが、このシーズンも負け越しで終わった。

### キッドの時代

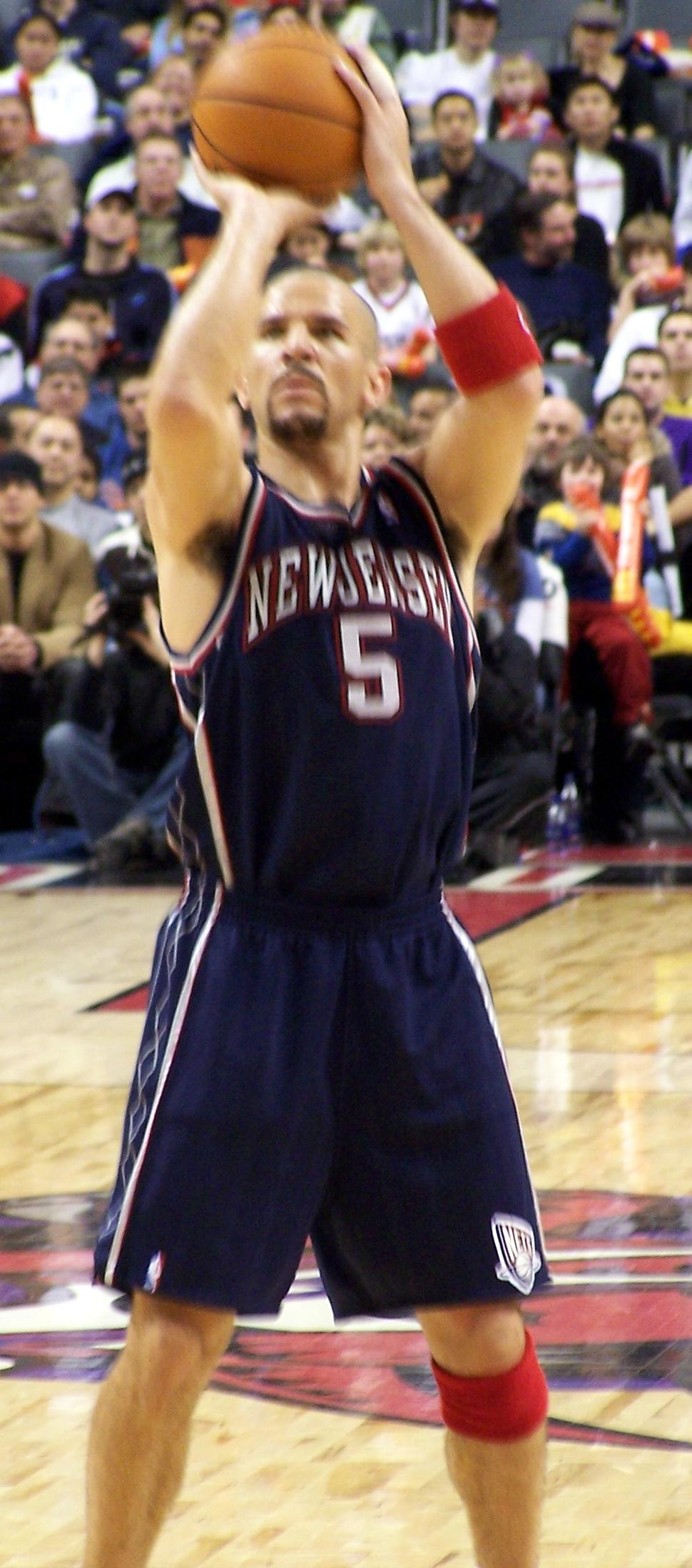
2006年 キッド

2000年にはジェネラルマネージャーに元NBA役員のロッド・ソーンが就任。この年のドラフト全体1位でケニオン・マーティンを指名、翌年にはリチャード・ジェファーソンを獲得した。そして最も大きな動きとなったのが、2001年のシーズン終了後にマーブリーとのトレードでジェイソン・キッドを獲得したことだった。リーグ屈指のポイントガードであったキッドを獲得したものの、キッド以外の目立った選手の補強はなかったため戦前の評価は低かった。しかし、キッドは優れたリーダーシップを発揮しチームに染み付いた「負け犬根性」を取り払い開幕から勝利を重ねネッツは東地区屈指の強豪に急成長。勝ち星を前シーズンの倍となる52勝をマーク、リーグに驚きを与えキッドはシーズンMVP投票で2位となっている。プレイオフではネッツがNBAに参加して初めてNBAファイナルまで進出したものの、ロサンゼルス・レイカーズに0勝4敗で完敗した。
翌シーズンのネッツはヴァン・ホーンらとの交換でディケンベ・ムトンボを獲得しインサイドを強化、プレイオフでは再びNBAファイナルへ進出したが、この年はサンアントニオ・スパーズに2勝4敗で敗退した。
以降のネッツは、新たに台頭したデトロイト・ピストンズなどに押され決勝進出を果たしていない。2004-05シーズン開始前に、チームはキトルズとマーティンを放出し、2002年のドラフトで指名したネナド・クリスティッチを加え、さらにシーズン途中にヴィンス・カーターを獲得して新たな体制を整えた。しかしこのシーズンは5割をわずかに越える勝率に留まった。
05-06シーズンは、クリスティッチの成長やチームケミストリーの向上もあり6割近い勝率をマークしたが、翌06-07シーズンは故障者を抱えたこともあり、キッド移籍以降最低勝率で終わったが、プレイオフには6シーズン連続で進出した。
07-08シーズンに入ると勝率の低下はより顕著となり、このシーズン中に長らくチームの大黒柱であったジェイソン・キッドが移籍し、ここにキッドとカーター、ジェファーソンのビッグ3構想は周囲が期待したほどの成果を上げられぬまま解体され、プレイオフへは出場できなかった。

### キッド退団後
08-09シーズン前にジェファーソンが、09-10シーズン前にカーターを放出し、ビッグ3構想は完全に解体された。その後、デビン・ハリスやブルック・ロペスを中心に再建状態に入った。
09-10シーズンは、来シーズンのレブロン・ジェームズを筆頭とした有力FA選手の獲得に向けてさらに戦力の整理を続けリーグ最低の戦力レベルとなった。そのため開幕18連敗のNBAワースト記録を更新し、1972-73シーズンにフィラデルフィア・76ersが記録した9勝73敗のシーズンワーストの勝率記録を更新する懸念が生まれた。しかし、残った選手が意地を見せ3月29日のサンアントニオ・スパーズ戦で10勝目を上げ、シーズン最低記録を免れた。2010年にニュージャージー州ニューアークへ移転した。

### ブルックリン・ネッツ
2004年、不動産業者のブルース・ラトナーが3億ドルでネッツを買収し、翌2005年にニューヨーク州ニューヨーク市ブルックリン区に本拠地を移す計画を発表。資金繰りの問題から計画は遅延したが、2009年にロシア人実業家のミハイル・プロホロフが2億ドルの出資でチームの80%を取得したことで計画が再起動。2010年3月には新本拠地となるバークレイズ・センターの建設が始まった。なお、出資者にはラッパーでブルックリン出身のジェイ・Zも名を連ねている。
2012年にブルックリンへの移転が完了し、ブルックリン・ネッツと改称した。MLBのブルックリン・ドジャースが1957年シーズンを最後にロサンゼルスへ移転して以来久々のブルックリンに本拠地を置くメジャー球団の誕生となり、ドジャースがそうであったようにネッツも「ニューヨーク」ではなく「ブルックリン」を冠した。同時に従来のチームカラーから、1950年代にブルックリンを走っていた地下鉄の行先標を思わせる黒と白のチームカラーに変更され、ジェイ・Zがデザインした新しいロゴマークも公開された。この大胆なブランド変更によりチームのグッズの売り上げは大幅に増大している。
開幕戦はトロント・ラプターズ相手に107-100で、見事にブルックリン・ネッツとして初勝利を収めた。11月は11勝4敗と上々の出だしであったが、12月に入ると5勝11敗と負け越し、HCのエイブリー・ジョンソンを解任。アシスタントコーチのP・J・カーリシモを暫定HCに就任させると、事態は好転し、1月は11勝4敗。ブルック・ロペスがオールスターに初選出された。
後半戦もジョー・ジョンソンのアウトサイド、ロペス、アンドレイ・ブラッチのインサイドでバランスのとれたチームとなり、イースタン4位となり、プレーオフに進んだが、1stラウンドでシカゴ・ブルズに3勝4敗で破れた。
2013年6月13日、引退を表明したばかりのジェイソン・キッドのHC就任を発表した。更に、ボストン・セルティックスとの9選手が絡む大型とレードで、ポール・ピアース、ケビン・ガーネット、ジェイソン・テリーを獲得した・見返りジェラルド・ウォーレス、クリス・ハンフリーズ、マーション・ブルックス、クリス・ジョセフ、キース・ボーガンスと、2014年、2016年、2018年のドラフト1巡目指名権を譲渡した。また同日にFAとなっていたアンドレイ・キリレンコと2年契約を結んだ。レギュラーシーズンを44勝38敗、カンファレンス6位でプレーオフに進出し、1stラウンドは、第3シードのトロント・ラプターズを最終第7戦の勝利でアップセットしたが、セミファイナルでマイアミ・ヒートに1勝したのみで敗退した。そしてジェイソン・キッドHCはミルウォーキー・バックスのHCに転身し、ポール・ピアースはワシントン・ウィザーズに移籍した。
2014-15シーズンは、HCにライオネル・ホリンズを招聘し、新たなスタートを切ったが、最終的には38勝44敗に終わり、プレーオフには辛うじて第8シードで出場したものの、アトランタ・ホークスに2勝4敗で屈した。
デロン・ウィリアムスを放出した2015-16シーズンは、更にチームの弱体化が進行し、開幕スタートにも失敗。結局ライオネル・ホリンズHCは2016年1月10日に解任、GMのビリー・キングも解任され、新GMにショーン・マークス、アシスタントGMにトラジャン・ラングドンを任命し、再建することになった。
新HCにケニー・アトキンソンを招聘し、ジェレミー・リンと契約するなど、新たなスタートに挑んだネッツだったが、目玉のリンは早々に負傷で戦線離脱。リンの離脱後は見るべきものもなく、結局ブルック・ロペスの奮闘も虚しく、リーグワーストの20勝62敗という散々な形でシーズンを終了した。更にシーズン終了後には、ニュージャージー時代からの中心選手だったロペス放出に踏み切り、レイカーズから2015年ドラフト２位のディアンジェロ・ラッセルを獲得した。
2018-2019年シーズンでは、前半はカリス・レヴァートがMIP候補に名乗り出るほど活躍するも、怪我により離脱。代わってディアンジェロ・ラッセルがリーダーとして成長し勝率を伸ばした。オールスターには負傷したインディアナ・ペイサーズのビクター・オラディポに代わり、ディアンジェロが選ばれた。結果、3PTコンテストでジョー・ハリスが優勝し、ジャレット・アレン、ロディオンス・クルーツがライジングスターに選ばれ、スペンサー・ディンウィディーが解説で呼ばれるなど、ネッツがオールスターイベントに選手を大量輩出した。その後プレーオフ前にはレヴァートも復帰、レギュラーシーズンを42勝40敗とした。プレーオフは6位で出場し一回戦でシクサーズと対戦、１勝４敗で敗退した。

2019年8月16日、AP通信は、アリババグループの副会長ジョー・ツァイが米スポーツ史上最高額でブルックリン・ネッツを買収し、新オーナーに就任することになったと報じた。

### ビッグ3の形成
2019年オフ、FAとなったラッセルがサイン＆トレードでゴールデンステート・ウォリアーズへ移籍したが、その年のFAの目玉であったケビン・デュラントとカイリー・アービングの獲得に成功した。
2019-20シーズンは、デュラントがNBAファイナルで負った右アキレス腱断裂の影響でシーズンを全休し、アービングも様々な怪我に苦しみ大半の試合を欠場するなど苦しい戦いとなった。それでもディンウィディー、アレンら若手の成長もありプレーオフ圏内に踏み留まっていたが、アービングとヘッドコーチのアトキンソンが選手の起用法を巡って対立し、アトキンソンは2020年3月に解任された。負け越しながらイースタン7位でプレーオフに進出したが、1回戦でトロント・ラプターズに4戦全敗した。
2020-21シーズンはスティーブ・ナッシュを新ヘッドコーチに迎える。新型コロナウイルスの影響で様々な制約を強いられる中、復帰したデュラントが怪我前と変わらないパフォーマンスを見せチームを牽引。しかし、開幕後すぐにディンウィディーが右膝の前十字靭帯を断裂し残りのシーズン全休が決定。そしてアービングは無断でチームを離脱するという問題行動を取り、多くの批判を浴びる。不安定なチーム状況の中、2021年1月に4チーム間のトレードでアレンやレヴァートら若手の中心選手の多くを放出し、ヒューストン・ロケッツから3年連続でリーグ得点王を受賞しているジェームズ・ハーデンを獲得。これによりデュラント、アービング、ハーデンによる超強力なビッグ3が形成された。その後チームは好調を維持しイースト2位でプレーオフに入ると、1回戦ではビッグ3が躍動しセルティックスを4ー1で下す。しかし、2回戦であるバックス戦の第一試合早々にハーデンが怪我をする。それでもネッツは優位を保ちシリーズを２ー0とするが、第３戦・第4戦で連敗をしてしまう。さらにこの二試合は共にジョー・ハリスが不調で第4戦でカイリーが怪我をするという事態に見舞われた。それでも第5戦にハーデンが強行出場するとKDが脅威的なスタッツを残して勝利する。しかし、第6戦は15点差で大敗すると、第7戦はオーバータイムの末敗れ、ネッツのビッグ3結成初年度は2回戦敗退という結果に終わった。
2022年2月10日にハーデンとのトレードでフィラデルフィア・76ersからベン・シモンズを獲得。新たなビッグ３が形成されるもシモンズは全休し、このユニットが稼働することはなく、プレーオフでは1回戦でセルティックス相手にスイープされて敗退した。シーズンオフにはデュラントのトレード要求が取り沙汰されるなど情報は混乱するが、2022-23シーズンは開幕から新ビッグ３が出場。またチーム初の日本人選手として渡邊雄太もロスターに名を連ねた（チームには神奈川県横須賀市のキャム・トーマスがおり日本出身が2人いるチームはリーグ史上初）。しかしチームは開幕から調子が上がらず、ヘッドコーチのスティーブ・ナッシュが退任する事態に陥った。後任にはイーメイ・ウドカの名前が挙がっていたが、暫定としてアシスタントコーチを務めていたジャック・ヴォーンが指揮を執ることとなり、ヴォーンは4戦を終え2勝2敗という成績を残して正式にヘッドコーチに昇格した。
ヴォーンは2024年2月19日に退任、4月23日（現地22日）、ジョルディ・フェルナンデスがヘッドコーチ（HC）に就任した。

## シーズンごとの成績
Note: 勝 = 勝利数, 敗 = 敗戦数, % = 勝率 
| シーズン                       | 勝    | 敗    | %    | プレーオフ                                                                  | 結果                                                                                              |
| ------------------------------ | ----- | ----- | ---- | --------------------------------------------------------------------------- | ------------------------------------------------------------------------------------------------- |
| ニュージャージー・アメリカンズ |       |       |      |                                                                             |                                                                                                   |
| 1967-68                        | 36    | 43    | .456 |                                                                             |                                                                                                   |
| ニューヨーク・ネッツ           |       |       |      |                                                                             |                                                                                                   |
| 1968-69                        | 17    | 61    | .218 |                                                                             |                                                                                                   |
| 1969-70                        | 39    | 45    | .464 | 1回戦敗退                                                                   | ケンタッキー 4, ネッツ 3                                                                          |
| 1970-71                        | 40    | 44    | .476 | 1回戦敗退                                                                   | バージニア 4, ネッツ 2                                                                            |
| 1971-72                        | 44    | 40    | .524 | 1回戦勝利 ABA準決勝勝利 ABA決勝敗退                                         | ネッツ 4, ケンタッキー 2 ネッツ 4, バージニア 2 ペイサーズ 4, ネッツ 2                            |
| 1972-73                        | 30    | 54    | .357 | 1回戦敗退                                                                   | カロライナ 4, ネッツ 1                                                                            |
| 1973-74                        | 55    | 29    | .655 | 1回戦勝利 ABA準決勝勝利 ABAファイナル優勝                                   | ネッツ 4, バージニア 1 ネッツ 4, ケンタッキー 0 ネッツ 4, ユタ 1                                  |
| 1974-75                        | 58    | 26    | .690 | 1回戦敗退                                                                   | セントルイス 4, ネッツ 1                                                                          |
| 1975-76                        | 55    | 29    | .655 | ABA準決勝勝利 ABAファイナル優勝                                             | ネッツ 4, スパーズ 3 ネッツ 4, ナゲッツ 2                                                         |
| 1976-77                        | 22    | 60    | .268 |                                                                             |                                                                                                   |
| ニュージャージー・ネッツ       |       |       |      |                                                                             |                                                                                                   |
| 1977-78                        | 24    | 58    | .293 |                                                                             |                                                                                                   |
| 1978-79                        | 37    | 45    | .451 | 1回戦敗退                                                                   | シクサーズ 2, ネッツ 0                                                                            |
| 1979-80                        | 34    | 48    | .415 |                                                                             |                                                                                                   |
| 1980-81                        | 24    | 58    | .293 |                                                                             |                                                                                                   |
| 1981-82                        | 44    | 38    | .537 | 1回戦敗退                                                                   | ワシントン 2, ネッツ 0                                                                            |
| 1982-83                        | 49    | 33    | .598 | 1回戦敗退                                                                   | ニックス 2, ネッツ 0                                                                              |
| 1983-84                        | 45    | 37    | .549 | 1回戦勝利 カンファレンス準決勝敗退                                          | ネッツ 3, シクサーズ 2 バックス 4, ネッツ 2                                                       |
| 1984-85                        | 42    | 40    | .512 | 1回戦敗退                                                                   | ピストンズ 3, ネッツ 0                                                                            |
| 1985-86                        | 39    | 43    | .476 | 1回戦敗退                                                                   | バックス 3, ネッツ 0                                                                              |
| 1986-87                        | 24    | 58    | .293 |                                                                             |                                                                                                   |
| 1987-88                        | 19    | 63    | .232 |                                                                             |                                                                                                   |
| 1988-89                        | 26    | 56    | .317 |                                                                             |                                                                                                   |
| 1989-90                        | 17    | 65    | .207 |                                                                             |                                                                                                   |
| 1990-91                        | 26    | 56    | .317 |                                                                             |                                                                                                   |
| 1991-92                        | 40    | 42    | .488 | 1回戦敗退                                                                   | キャブス 3, ネッツ 1                                                                              |
| 1992-93                        | 43    | 39    | .524 | 1回戦敗退                                                                   | キャブス 3, ネッツ 2                                                                              |
| 1993-94                        | 45    | 37    | .549 | 1回戦敗退                                                                   | ニックス 3, ネッツ 1                                                                              |
| 1994-95                        | 30    | 52    | .366 |                                                                             |                                                                                                   |
| 1995-96                        | 30    | 52    | .366 |                                                                             |                                                                                                   |
| 1996-97                        | 26    | 56    | .317 |                                                                             |                                                                                                   |
| 1997-98                        | 43    | 39    | .524 | 1回戦敗退                                                                   | ブルズ 3, ネッツ 0                                                                                |
| 1998-99                        | 16    | 34    | .320 |                                                                             |                                                                                                   |
| 1999-2000                      | 31    | 51    | .378 |                                                                             |                                                                                                   |
| 2000-01                        | 26    | 56    | .317 |                                                                             |                                                                                                   |
| 2001-02                        | 52    | 30    | .634 | 1回戦勝利 カンファレンス準決勝勝利 カンファレンス決勝勝利 NBAファイナル敗退 | ネッツ 3, ペイサーズ 2 ネッツ 4, シャーロット 1 ネッツ 4, セルティックス 2 レイカーズ 4, ネッツ 0 |
| 2002-03                        | 49    | 33    | .598 | 1回戦勝利 カンファレンス準決勝勝利 カンファレンス決勝勝利 NBAファイナル敗退 | ネッツ 4, バックス 2 ネッツ 4, セルティックス 0 ネッツ 4, ピストンズ 0 スパーズ 4, ネッツ 2       |
| 2003-04                        | 47    | 35    | .573 | 1回戦勝利 カンファレンス準決勝敗退                                          | ネッツ 4, ニックス 0 ピストンズ 4, ネッツ 3                                                       |
| 2004-05                        | 42    | 40    | .512 | 1回戦敗退                                                                   | ヒート 4, ネッツ 0                                                                                |
| 2005-06                        | 49    | 33    | .598 | 1回戦勝利 カンファレンス準決勝敗退                                          | ネッツ 4, ペイサーズ 2 ヒート 4, ネッツ 1                                                         |
| 2006-07                        | 41    | 41    | .500 | 1回戦勝利 カンファレンス準決勝敗退                                          | ネッツ 4, ラプターズ 2 キャブス 4, ネッツ 2                                                       |
| 2007-08                        | 34    | 48    | .415 |                                                                             |                                                                                                   |
| 2008-09                        | 34    | 48    | .415 |                                                                             |                                                                                                   |
| 2009-10                        | 12    | 70    | .146 |                                                                             |                                                                                                   |
| 2010-11                        | 24    | 58    | .293 |                                                                             |                                                                                                   |
| 2011-12                        | 22    | 44    | .333 |                                                                             |                                                                                                   |
| ブルックリン・ネッツ           |       |       |      |                                                                             |                                                                                                   |
| 2012-13                        | 49    | 33    | .598 | 1回戦敗退                                                                   | ブルズ 4,ネッツ 3                                                                                 |
| 2013-14                        | 44    | 38    | .537 | 1回戦勝利 カンファレンス準決勝敗退                                          | ネッツ 4, ラプターズ 3 ヒート 4, ネッツ 1                                                         |
| 2014-15                        | 38    | 44    | .463 | 1回戦敗退                                                                   | ホークス 4, ネッツ 2                                                                              |
| 2015-16                        | 21    | 61    | .256 |                                                                             |                                                                                                   |
| 2016–17                        | 20    | 62    | .244 |                                                                             |                                                                                                   |
| 2017–18                        | 28    | 54    | .341 |                                                                             |                                                                                                   |
| 2018–19                        | 42    | 40    | .512 | 1回戦敗退                                                                   | 76ers 4,ネッツ 1                                                                                  |
| 2019–20                        | 35    | 37    | .486 | 1回戦敗退                                                                   | ラプターズ 4,ネッツ 0                                                                             |
| 2020–21                        | 48    | 24    | .667 | 1回戦勝利 カンファレンス準決勝敗退                                          | ネッツ 4,セルティックス 1 バックス4 ,ネッツ 3                                                     |
| 2021–22                        | 44    | 38    | .537 | 1回戦敗退                                                                   | セルティックス 4,ネッツ 0                                                                         |
| 2022–23                        | 45    | 37    | .549 | 1回戦敗退                                                                   | 76ers 4,ネッツ 0                                                                                  |
| 2023–24                        | 32    | 50    | .390 |                                                                             |                                                                                                   |
| 通算勝敗                       | 2,028 | 2,584 | .440 |                                                                             |                                                                                                   |
| プレイオフ                     | 107   | 133   | .446 |                                                                             |                                                                                                   |

## 主な選手

### 保有するドラフト交渉権
ネッツは、NBA以外のリーグでプレーしている以下の未契約ドラフト指名選手の交渉権を保有している。ドラフトで指名された選手（海外出身の選手または大学選手で、ドラフトで指名したチームと契約していない選手）は、NBA以外のどのチームとでも契約することが認められており、この場合、そのチームは、その選手のNBA以外のチームとの契約が終了してから1年後まで、その選手のNBAでの交渉権を保持することになる。このリストには、他球団とのトレードで獲得した交渉権も含まれている。
| ドラフト年 | 巡目 | 指名権 | 選手                       | ポジション | 国籍           | 現所属チーム                           | 注釈                                                                       | 参照   |
| ---------- | ---- | ------ | -------------------------- | ---------- | -------------- | -------------------------------------- | -------------------------------------------------------------------------- | ------ |
| 2019       | 2    | 60     | ヴァニャ・マリンコヴィッチ | G/F        | セルビア       | KKパルチザン (セルビア)                | サクラメント・キングスから獲得（クリッパーズ、メンフィスを経由して）       | [ 7 ]  |
| 2016       | 2    | 39     | デビッド・ミシノウ         | G          | フランス       | ブルサスポル・バスケットボール(トルコ) | サクラメント・キングスから獲得（クリッパーズ、ニューオーリンズを経由して） | [ 8 ]  |
| 2015       | 1    | 26     | ニコラ・ミルチノフ         | C          | セルビア       | オリンピアコスBC (ギリシャ)            | サンアントニオ・スパーズから獲得                                           | [ 9 ]  |
| 2015       | 2    | 49     | アーロン・ホワイト         | F          | アメリカ合衆国 | 富山グラウジーズ (日本)                | ワシントン・ウィザーズから獲得                                             | [ 10 ] |

### 年代別主要選手
太文字…殿堂入り選手 (C)…優勝時に在籍した選手 (M)…在籍時にMVPを獲得した選手 (50)…偉大な50人 (75)…偉大な75人
| 1960年代 - ウォルター・サイモン (Walter Simon) : 1967-1970 - ビル・メルキオーニ (Bill Melchionni) : 1969-1976 (C) 1970年代 (プレイオフ進出：8回 ファイナル進出：3回 優勝：2回) - リック・バリー (Rick Barry) : 1970-1971 (50)(75) - ビリー・ポールツ (Billy Paultz) : 1970-1975 (C) - ジュリアス・アービング (Julius Erving) : 1973-1976 (C)(M)(50)(75) - ジョン・ウィリアムソン (John Williamson) : 1973-1977, 1978-1979 (C) - ウェンデル・ラドナー (Wendell Ladner) : 1974-1975 (C) - ネイト・アーチボルト (Nate Archibald) : 1976-1977 (50)(75) - バーナード・キング (Bernard King) : 1977-1979, 1992-1993 - マイク・ニューリン (Mike Newlin) : 1979-1981 - クリフ・ロビンソン (Cliff Robinson) : 1979-1981 1980年代 (プレイオフ進出：5回) - マイク・グミンスキー (Mike Gminski) : 1980-1988 - オーティス・バードソング (Otis Birdsong) : 1981-1988 - アルバート・キング (Albert King) : 1981-1987 - バック・ウィリアムズ (Buck Williams) : 1981-1989 - ダリル・ドーキンス (Darryl Dawkins) : 1982-1988 - マイケル・レイ・リチャードソン(Micheal Ray Richardson) : 1983-1986 - オーランド・ウードリッジ (Orlando Woolridge) : 1986-1988 - ロイ・ヒンソン (Roy Hinson) : 1987-1991 - クリス・モリス (Chris Morris) : 1988-1995 - ムーキー・ブレイロック (Mookie Blaylock) : 1989-1992 - サム・ブーイ (Sam Bowie) : 1989-1993 1990年代 (プレイオフ進出：4回) - デリック・コールマン (Derrick Coleman) : 1990-1995 - ケニー・アンダーソン (Kenny Anderson) : 1991-1996 - ドラジェン・ペトロヴィッチ (Dražen Petrović) : 1991-1993 - ジェイソン・ウィリアムス (Jayson Williams) : 1992-1999 - アーメン・ギリアム (Armen Gilliam) : 1993-1996 - ケンドール・ギル (Kendall Gill) : 1996-2001 - ケリー・キトルズ (Kerry Kittles) : 1996-2004 - サム・キャセール (Sam Cassell) : 1997-1999 - ルーシャス・ハリス (Lucious Harris) : 1997-2004 - キース・ヴァン・ホーン (Keith Van Horn) : 1997-2002 - ステフォン・マーブリー (Stephon Marbury) : 1999-2001 | 2000年代 (プレイオフ進出：6回 ファイナル進出：2回) - ケニオン・マーティン (Kenyon Martin) : 2000-2004 - ジェイソン・コリンズ (Jason Collins) : 2001-2008, 2014 - ジェイソン・キッド (Jason Kidd) : 2001-2008 (75) - リチャード・ジェファーソン (Richard Jefferson) : 2001-2008 - ディケンベ・ムトンボ (Dikembe Mutumbo) : 2002-2003 - マイキー・ムーア (Mikki Moore) : 2003-2004, 2006-2007 - ヴィンス・カーター (Vince Carter) : 2004-2009 - ネナド・クリスティッチ (Nenad Krstić) : 2004-2009 - デビン・ハリス (Devin Harris) : 2008-2011 - ブルック・ロペス (Brook Lopez) : 2008-2017 2010年代 (プレイオフ進出 : 4回) - クリス・ハンフリーズ (Kris Humphries) : 2010-2013 - デロン・ウィリアムス (Deron Williams) : 2011-2015 - レジー・エバンス (Reggie Evans) : 2012-2014 - ジョー・ジョンソン (Joe Johnson) : 2012-2016 - ポール・ピアース (Paul Pierce) : 2013-2014 (75) - ケビン・ガーネット (Kevin Garnett) : 2013-2015 (75) - ショーン・リビングストン (Shaun Livingston) : 2013-2014 - メイソン・プラムリー (Mason Plumlee) : 2013-2015 - ボヤン・ボグダノビッチ (Bojan Bogdanović) : 2014-2017 - サディアス・ヤング (Thaddeus Young) : 2015-2016 - ジェレミー・リン (Jeremy Lin) : 2015-2016 - スペンサー・ディンウィディー (Spencer Dinwiddie) : 2016-2021, 2023-2024 - ジョー・ハリス (Joe Harris) : 2016-2023 - ディアンジェロ・ラッセル (D'Angelo Russell) : 2017-2019, 2024-2025 - ジャレット・アレン (Jarrett Allen) : 2017-2021 - ケビン・デュラント (Kevin Durant) : 2019-2023 (75) - カイリー・アービング (Kyrie Irving) : 2019-2023 - ニコラス・クラクストン (Nic Claxton) : 2019- 2020年代 (プレイオフ進出 : 4回) - ジェームズ・ハーデン (James Harden) : 2021-2022 (75) - キャム・トーマス (Cam Thomas) : 2021- - ベン・シモンズ (Ben Simmons) : 2022-2025 - 渡邊雄太 (Yuta Watanabe) : 2022-2023 - ミカル・ブリッジズ (Mikal Bridges) : 2023-2024 - キャメロン・ジョンソン (Cameron Johnson) : 2023-2025 - マイケル・ポーター・ジュニア (Michael Porter Jr.) : 2025- |

## 栄誉

### 永久欠番
| ブルックリン・ネッツ永久欠番 | ブルックリン・ネッツ永久欠番 | ブルックリン・ネッツ永久欠番 | ブルックリン・ネッツ永久欠番 | ブルックリン・ネッツ永久欠番 |
| No.                          | 選手                         | ポジション                   | 在籍期間                     | 式典日                       |
| ---------------------------- | ---------------------------- | ---------------------------- | ---------------------------- | ---------------------------- |
| 3                            | ドラジェン・ペトロヴィッチ   | G                            | 1991–1993                    | 1993年11月11日               |
| 5                            | ジェイソン・キッド           | G                            | 2001–2008                    | 2013年10月17日               |
| 15                           | ヴィンス・カーター           | G/F                          | 2004–2009                    | 2025年1月25日                |
| 23                           | ジョン・ウィリアムソン       | G                            | 1973–1980                    | 1990年12月7日                |
| 25                           | ビル・メルキオーニ           | G                            | 1969–1976                    | 1976年9月                    |
| 32                           | ジュリアス・アービング       | F                            | 1973–1976                    | 1987年4月3日                 |
| 52                           | バック・ウィリアムズ         | F                            | 1981–1989                    | 1999年4月11日                |

- 2022年8月11日に、NBAはビル・ラッセルの背番号「6」を全チームの永久欠番とした[11][12]。

### 殿堂入り
| ブルックリン・ネッツ殿堂入り | ブルックリン・ネッツ殿堂入り | ブルックリン・ネッツ殿堂入り      | ブルックリン・ネッツ殿堂入り | ブルックリン・ネッツ殿堂入り | ブルックリン・ネッツ殿堂入り | ブルックリン・ネッツ殿堂入り | ブルックリン・ネッツ殿堂入り | ブルックリン・ネッツ殿堂入り | ブルックリン・ネッツ殿堂入り |
| 選手                         | 選手                         | 選手                              | 選手                         | 選手                         | 選手                         | 選手                         | 選手                         | 選手                         | 選手                         |
| No.                          | 名前                         | ポジション                        | 在籍期間                     | 殿堂入り年                   | No.                          | 名前                         | ポジション                   | 在籍期間                     | 殿堂入り年                   |
| ---------------------------- | ---------------------------- | --------------------------------- | ---------------------------- | ---------------------------- | ---------------------------- | ---------------------------- | ---------------------------- | ---------------------------- | ---------------------------- |
| 24                           | リック・バリー 1             | F                                 | 1970–1972                    | 1987                         | 1                            | ネイト・アーチボルド         | G                            | 1976–1977                    | 1991                         |
| 32                           | ジュリアス・アービング       | F                                 | 1973–1976                    | 1993                         | 21                           | ボブ・マカドゥー             | C                            | 1981                         | 2000                         |
| 3                            | ドラジェン・ペトロヴィッチ   | G                                 | 1991–1993                    | 2002                         | 34                           | メル・ダニエルズ             | C                            | 1976                         | 2012                         |
| 22 30                        | バーナード・キング           | F                                 | 1977–1979 1993               | 2013                         | 33                           | アロンゾ・モーニング         | C                            | 2003–2004                    | 2014                         |
| 55                           | ディケンベ・ムトンボ         | C                                 | 2002–2003                    | 2015                         | 10                           | モーリス・チークス           | G                            | 1992–1993                    | 2018                         |
| 5                            | ジェイソン・キッド           | G                                 | 2001–2008                    | 2018                         | 2                            | ケビン・ガーネット           | F                            | 2013–2015                    | 2020                         |
| 34                           | ポール・ピアース             | F                                 | 2013–2014                    | 2021                         | 15                           | ヴィンス・カーター           | G/F                          | 2004–2009                    | 2024                         |
| コーチ                       |                              |                                   |                              |                              |                              |                              |                              |                              |                              |
| 名前                         | 名前                         | 役職                              | 在籍期間                     | 殿堂入り年                   |                              | 名前                         | 役職                         | 在籍期間                     | 殿堂入り年                   |
| ルー・カーネセッカ           | ルー・カーネセッカ           | ヘッドコーチ                      | 1970–1973                    | 1992                         | チャック・デイリー           | チャック・デイリー           | ヘッドコーチ                 | 1992–1994                    | 1994                         |
| ラリー・ブラウン             | ラリー・ブラウン             | ヘッドコーチ                      | 1981–1983                    | 2002                         | ジョン・カリパリ             | ジョン・カリパリ             | ヘッドコーチ                 | 1996–1999                    | 2015                         |
| ビル・フィッチ               | ビル・フィッチ               | ヘッドコーチ                      | 1989–1992                    | 2019                         |                              |                              |                              |                              |                              |
| 貢献者                       |                              |                                   |                              |                              |                              |                              |                              |                              |                              |
| 名前                         | 名前                         | 役職                              | 在籍期間                     | 殿堂入り年                   |                              | 名前                         | 役職                         | 在籍期間                     | 殿堂入り年                   |
| ロッド・ソーン               | ロッド・ソーン               | アシスタントコーチ エグゼクティブ | 1973–1975 2000–2010          | 2018                         | デル・ハリス                 | デル・ハリス                 | アシスタントコーチ           | 2009–2010                    | 2022                         |

### FIBA殿堂入り
| ブルックリン・ネッツFIBA殿堂入り | ブルックリン・ネッツFIBA殿堂入り | ブルックリン・ネッツFIBA殿堂入り | ブルックリン・ネッツFIBA殿堂入り | ブルックリン・ネッツFIBA殿堂入り |
| 選手                             | 選手                             | 選手                             | 選手                             | 選手                             |
| No.                              | 名前                             | ポジション                       | 在籍期間                         | 殿堂入り年                       |
| -------------------------------- | -------------------------------- | -------------------------------- | -------------------------------- | -------------------------------- |
| 3                                | ドラジェン・ペトロヴィッチ       | G                                | 1991–1993                        | 2007                             |
| 33                               | アロンゾ・モーニング             | C                                | 2003–2004                        | 2019                             |
| コーチ                           |                                  |                                  |                                  |                                  |
| 名前                             | 名前                             | 役職                             | 在籍期間                         | 殿堂入り年                       |
| チャック・デイリー               | チャック・デイリー               | ヘッドコーチ                     | 1992–1994                        | 2021                             |

## チーム記録
- ブルックリン・ネッツのチーム記録